# Bahía de Gwatar
La bahía de Gwatar (en urdu: گوادر‎; en persa: Khalij-e Gavader‎, o 'golfo de Gwadar') es una pequeña bahía del mar Arábigo que se encuentra en las inmediaciones de la frontera marítima entre Pakistán e Irán. Es una ensenada que yace en la arenosa costa del Makrán, en la frontera irano-pakistaní. Tiene unos 32 kilómetros de largo y 16 de ancho. El río Dashtiari fluye a ella desde el noroeste, y el río Dasht del noreste.
No debe de confundirse con la cercana bahía de Gwadar, localizada al este a unos 40 km, ya en Pakistán, a la que da nombre la ciudad pakistaní de Gwadar.